# Карел Стрюкен
Карел Стрюкен (нід. Carel Struycken; нар. 30 липня 1948) — нідерландський та американський кіно і телеактор. Виконавець характерних ролей, що відповідають його високому зросту (213 см) та рисам обличчя, які зумовленні генетичним захворюванням акромегалією. Відомий ролями дворецького Ларча у фільмах «Родина Адамсів», «Моральні цінності сімейки Адамсів» та «Возз'єднання сімейки Адамсів», гіганта у телесеріалі «Твін Пікс» та містера Гомна у телесеріалі «Зоряний шлях: Наступне покоління».

## Біографія
Стрюкен народився в Гаазі, Нідерланди. Коли йому було чотири роки, його сім'я переїхала до Кюрасао на Нідерландських Антильських островах. У віці 16 років він повернувся до рідної країни, де закінчив середню школу. Згодом закінчив режисерський в кіношколі в Амстердамі. Після цього він рік навчався в Американському інституті кіномистецтва в Лос-Анджелесі.
У 1978 році Стрюкена помітила на розі Голлівуду та Вайн у Лос-Анджелесі менеджерка з кастингу для фільму «Оркестр клубу самотніх сердець сержанта Пеппера (фільм)». Стрюкен зіграв Терака у телефільмі «Евоки: Битва за Ендор» 1985 року.
У 1987 році Стрюкен з'явився у ролі Фіделя, слуги Джека Ніколсона, у фільмі «Іствікські відьми». Того ж року він з'явився в ролі містера Гомна епізоді «Гейвен» телевізійного серіалу «Зоряний шлях: Наступне покоління». Згодом з'явився в цій ролі ще в чотирьох епізодах.
У 1991 році він зіграв роль дворецького Ларча у повнометражному фільмі «Родина Аддамс» та у двох його продовженнях «Моральні цінності сімейки Адамсів» та «Возз'єднання сімейки Адамсів»

## Фільмографія
| Рік       |    | Українська назва                       | Оригінальна назва                            | Роль                        |
| --------- | -- | -------------------------------------- | -------------------------------------------- | --------------------------- |
| 1978      | ф  | Клуб самотніх сердець сержанта Пеппера | Sgt. Pepper's Lonely Hearts Club Band        | Брут                        |
| 1979      | с  |                                        | Bigfoot and Wildboy                          | гігант                      |
| 1980      | ф  |                                        | Go West, Young Man                           | доктор Стрюкен              |
| 1980      | ф  |                                        | Die Laughing                                 | Грегор                      |
| 1984      | ф  |                                        | The Prey                                     | монстр                      |
| 1985      | тф | Евоки: Битва за Ендор                  | Ewoks: The Battle for Endor                  | Терак                       |
| 1987      | ф  | Іствікські відьми                      | The Witches of Eastwick                      | Файдель                     |
| 1987—1992 | с  | Зоряний шлях: Наступне покоління       | Star Trek: The Next Generation               | містер Гомн                 |
| 1987      | с  | Мисливець                              | Hunter                                       | власник окультного магазину |
| 1988      | с  | Сент-Елсвер                            | St. Elsewhere                                | гігант                      |
| 1988      | ф  |                                        | Night of the Kickfighters                    | Понті                       |
| 1990      | тф | Підставлений                           | Framed                                       | Джинкс                      |
| 1990—1991 | с  | Твін Пікс                              | Twin Peaks                                   | Велетень                    |
| 1991      | ф  | Слуги сутінків                         | Servants of Twilight                         | Кайл Берлоу                 |
| 1991      | ф  | Родина Адамсів                         | The Addams Family                            | дворецький Ларч             |
| 1993      | тф | Подорож до центру Землі                | Journey to the Center of the Earth           | Даллас                      |
| 1993      | ф  | Моральні цінності сімейки Адамсів      | Addams Family Values                         | дворецький Ларч             |
| 1994      | ф  | Облівіон                               | Oblivion                                     | Гонт                        |
| 1994      | с  | Вавилон 5                              | Babylon 5                                    | торговець                   |
| 1995      | тф | Там                                    | Out There                                    | містер Берк                 |
| 1995      | ф  | Під гавайської місяцем                 | Under the Hula Moon                          | Клайд                       |
| 1996      | ф  | Облівіон 2                             | Oblivion 2: Backlash                         | Гонт                        |
| 1996      | с  | Зоряний шлях: Вояжер                   | Star Trek: Voyager                           | Спектр                      |
| 1997      | ф  | Люди в чорному                         | Men in Black                                 | аркіллієць                  |
| 1998      | ф  | Я прокинувся рано в день моєї смерті   | I Woke Up Early the Day I Died               | трунар                      |
| 1998      | ф  | Возз'єднання сімейки Адамсів           | Addams Family Reunion                        | дворецький Ларч             |
| 1999      | ф  | Ворожа акція                           | Enemy Action                                 | Eyepatch                    |
| 2000      | ф  |                                        | Tinnef                                       | Крен                        |
| 2001      | кф | Клуб мисливців на вампірів             | The Vampire Hunters Club                     | вампір                      |
| 2002      | с  | Усі жінки — відьми                     | Charmed                                      | гігантський демон           |
| 2002      | ф  | Фантастичний вигадник                  | Science Fiction                              | людина                      |
| 2002      | тф |                                        | Fatal Kiss                                   | Мортіціан                   |
| 2004      | с  |                                        | De erfenis                                   | Лафаєтт                     |
| 2005      | тф | Падший ангел                           | The Fallen Ones                              | високий                     |
| 2006      | с  | Мене звати Ерл                         | My Name Is Earl                              | Пол                         |
| 2007      | ф  | Двічі звернений                        | Revamped                                     | містер Вінсент              |
| 2008      | ф  |                                        | Sinterklaas en het geheim van het grote boek | доктор Фердинанд            |
| 2010      | с  | Детектив Раш                           | Cold Case                                    | Лестер Сміт                 |
| 2014      | ф  |                                        | Trophy Heads                                 | брат Гемпфрі                |
| 2014      | с  | Чорний список                          | The Blacklist                                | Меттью Кінсайд              |
| 2016      | с  |                                        | Two Minutes to Midnight                      | Шир                         |
| 2016      | ф  |                                        | Another Brick in the Wall                    | Рой                         |
| 2017      | с  | Твін Пікс: Повернення                  | Twin Peaks: The Return                       | пожежний                    |
| 2017      | ф  | Гра Джеральда                          | Gerald's Game                                | місячний чоловік            |
| 2019      | ф  | Доктор Сон                             | Doctor Sleep                                 | дідусь Флік                 |